# Zweeds kenteken

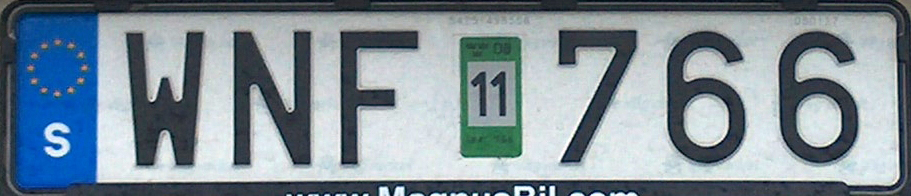

Het Zweeds kenteken bestaat uit drie letters en drie cijfers (XXX 999) of uit drie letters, twee cijfers en één letter (XXX 99X) . De zwarte letter- en cijfercombinatie staat op een witte achtergrond. In Zweden bestaan er geen regionale codes. Politievoertuigen, brandweerwagens en lijnbussen gebruiken hetzelfde soort kentekens als gewone auto's. Taxi's en militaire voertuigen hebben wel speciale kentekens. Het kenteken behoort tot de auto en blijft ook na het veranderen van eigenaar bij hetzelfde voertuig horen. Sinds 2002 bestaan er Zweedse kentekens met een blauwe band van de Europese Unie en daaronder de landcode S. De voorheen verplichte belastingsticker is met ingang van 1 januari 2010 afgeschaft.

## Bijzondere kentekenplaten
Kentekens voor autohandelaren bestaan uit zwarte letters en cijfers op een groene achtergrond en worden gebruikt bij voertuigen zonder verzekering, niet-geregistreerde en afgekeurde voertuigen. Voertuigen die zijn uitgerust met dergelijk kenteken mogen enkel gebruikt worden voor een korte testrit.

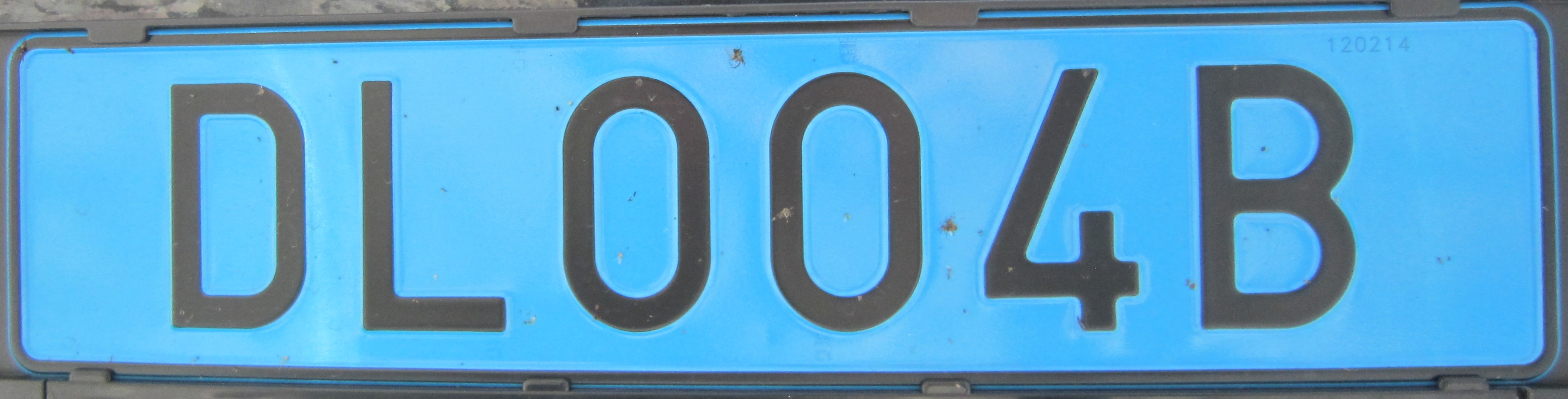
diplomatiek kenteken

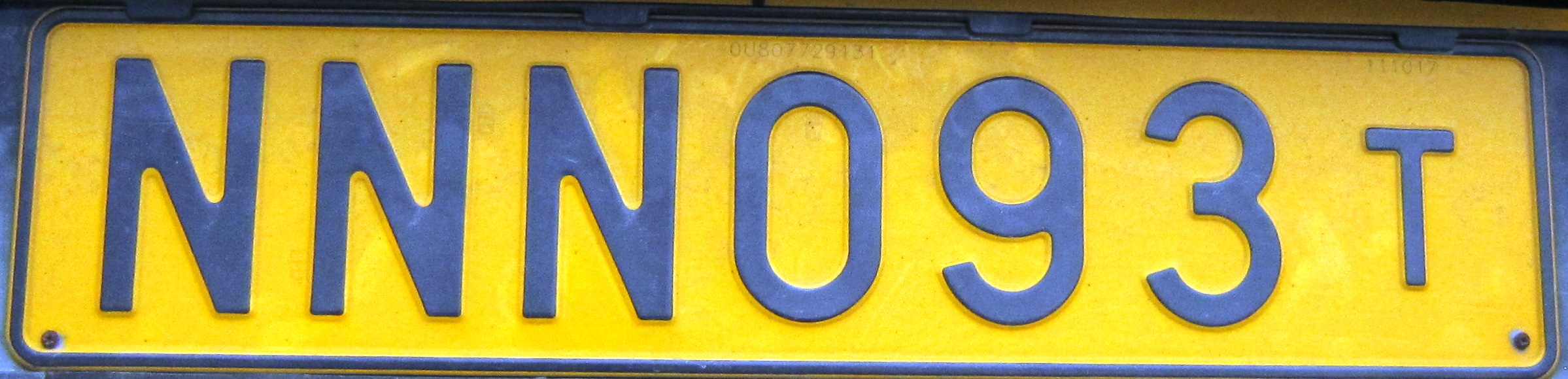
taxikenteken

Kentekens voor het diplomatieke korps bestaan uit zwarte letters en cijfers op een blauwe achtergrond. De volgorde is twee letters, drie cijfers en nog een letter. De eerste twee letters geven aan van welk land de wagen komt.
Kentekens voor taxi's bestaan uit zwarte letters en cijfers op een gele achtergrond. Aan de rechterkant van het kenteken staat een kleinere letter T.
Tijdelijke kentekens bestaan uit witte letters en cijfers op een rode achtergrond. Aan de linkerkant staan de dag en maand en aan de rechterkant het jaar waarop het kenteken verloopt.

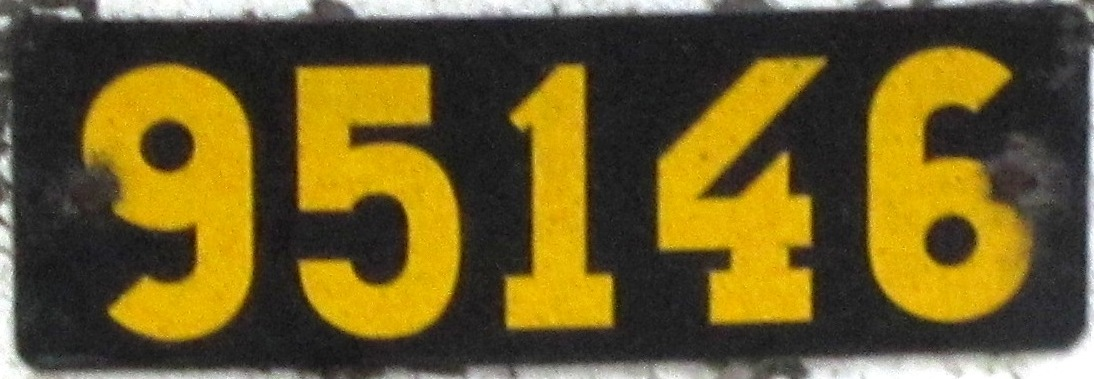
militair kenteken

Kentekens voor militaire voertuigen bestaan uit vier tot zes gele cijfers op een zwarte achtergrond.
In Zweden kan men ook een persoonlijk kenteken aanvragen met een vrij te kiezen tekst. Dit kost 6000 kronen. Zo'n kenteken is persoonsgebonden. De persoonlijke kentekens zijn 10 jaar geldig, daarna kan men ze voor 5 of 10 jaar verlengen, wat respectievelijk 3500 of 6000 kronen kost.